# Самоходный миномёт

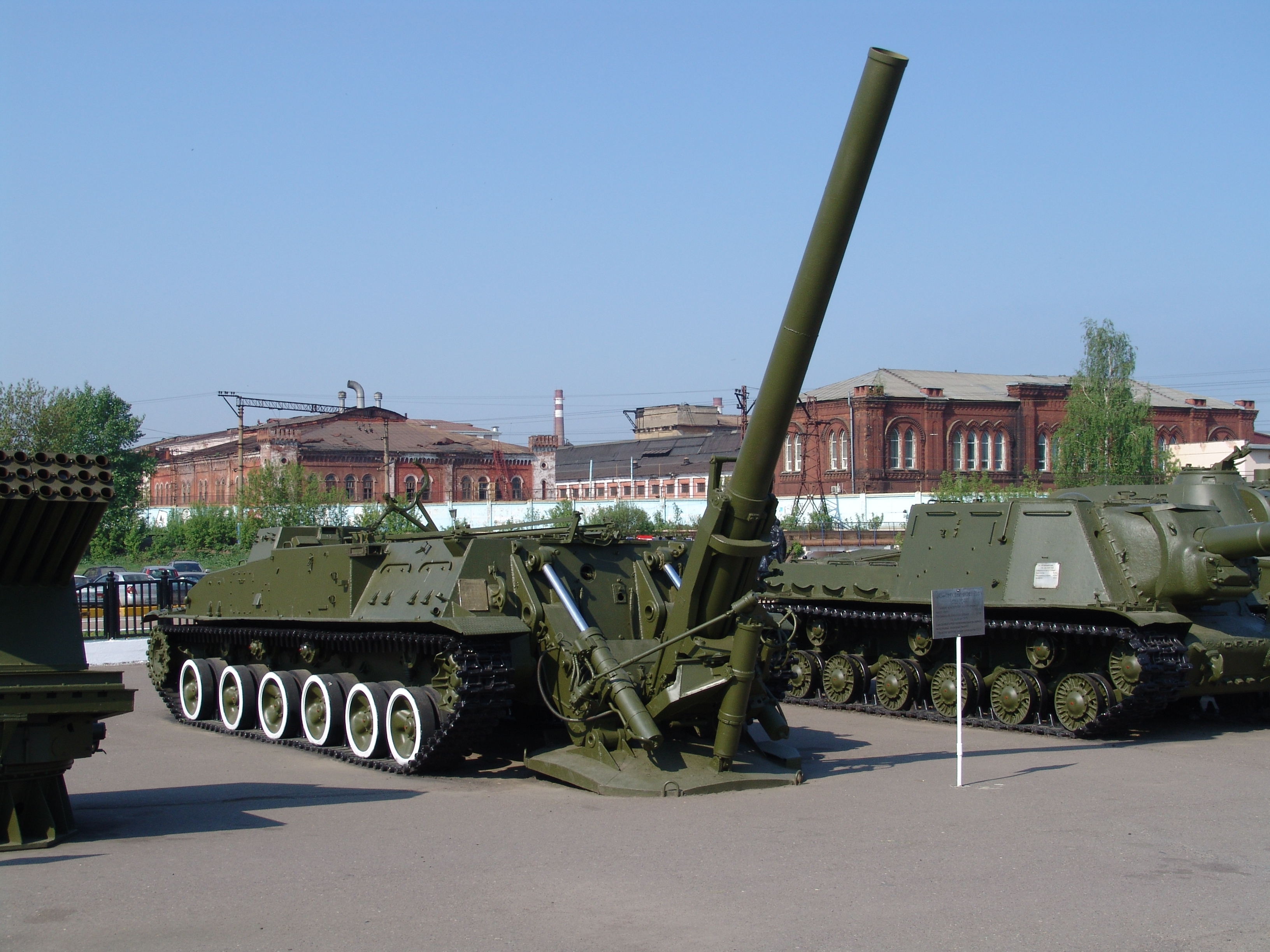
Самоходный миномёт 2С4 в боевом положении, Музей «Мотовилихинских заводов».

Самоходный миномёт — разновидность самоходных артиллерийских установок (САУ), характеризующаяся использованием миномёта в качестве основного вооружения боевой машины.
Конструктивно самоходные миномёты представляют собой разнородную группу, включающую как носители ротных или батальонных миномётов калибра около 81—120 мм, так и тяжёлые артиллерийские системы калибром до 240 мм, а в исключительных случаях и более. Самоходные миномёты появились в 1930-е годы и получили распространение в период Второй мировой войны. В послевоенный период развитие самоходных миномётов было продолжено и они получили широкое распространение в большинстве крупных армий мира.

## История развития

### Межвоенный период и Вторая мировая война

#### Великобритания

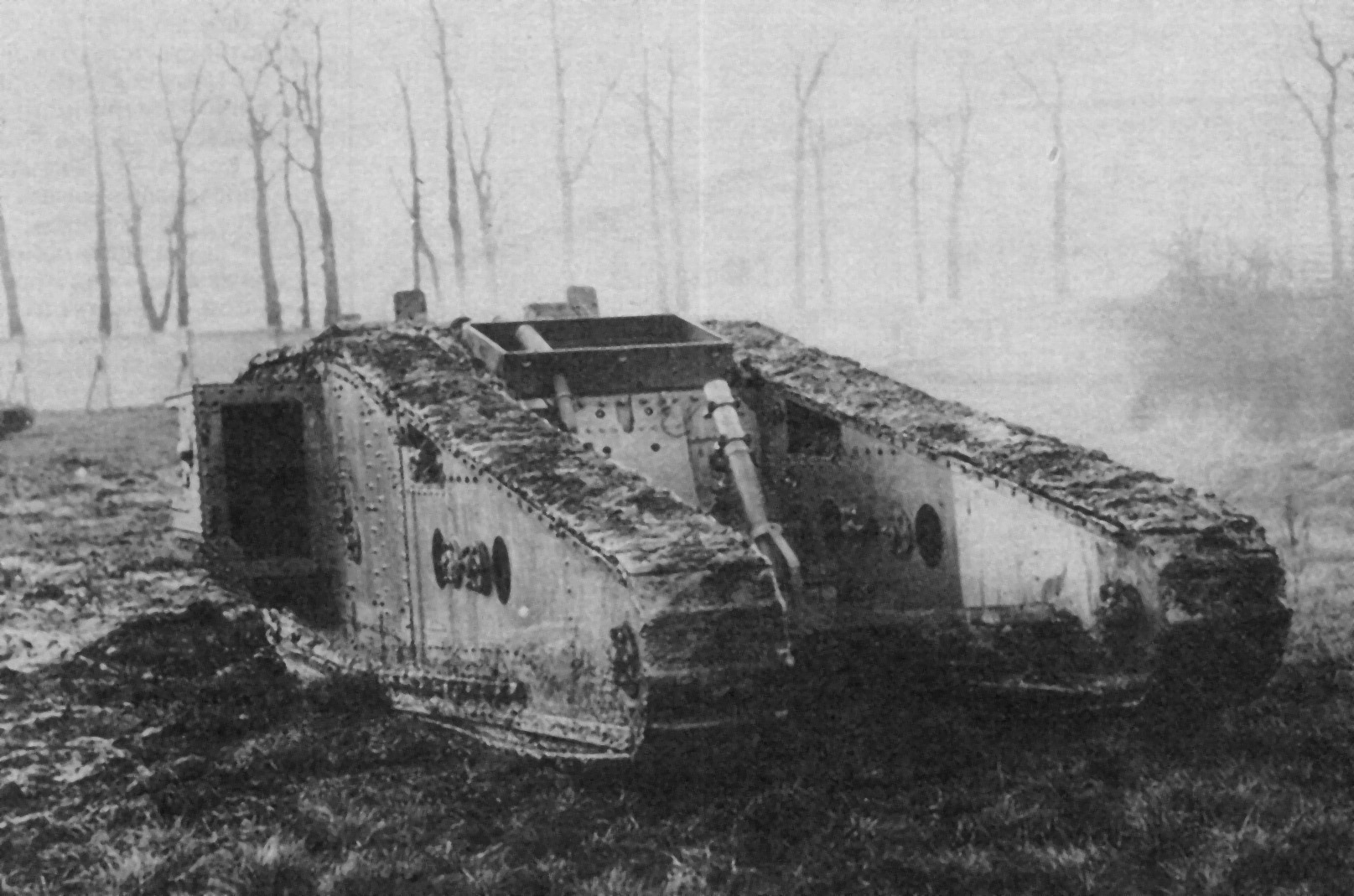
Mk IV «Tadpole» с установкой миномёта Стокса в кормовой части. 1917 год.

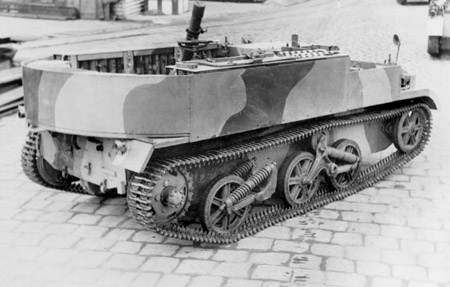
3 inch Mortar Carrier на базе австралийского варианта транспортёра

Один из первых опытов в области самоходных миномётов был произведён в Великобритании ещё в период Первой мировой войны. Опытный тяжёлый танк Mk IV «Tadpole», характерной особенностью которого являлись удлинённые кормовые обводы гусениц, был в опытном порядке оборудован 81,2-мм миномётом Стокса. Миномёт устанавливался на специальной платформе, размещённой между кормовыми частями гусениц, чем обеспечивалась относительная защищённость миномётного расчёта от огня противника.
Эксперименты были продолжены в 1930-е годы, когда миномётом Стокса была оборудована танкетка Mk.VI, однако нет данных о том, что этот опыт получил какое-либо развитие. Работы в этой области возобновились перед Второй мировой войной, когда два лёгких бронетранспортёра Universal Carrier из 1-й серии, выпущенной в 1938 году, были в опытном порядке переоборудованы в носители миномёта и снаряжения (англ. Mortar and Equipment Carrier). Точные детали проекта неизвестны, но, предположительно, машины должны были действовать в паре, перевозя 81,2-мм миномёт ML 3 inch, его расчёт из четырёх или пяти человек и боекомплект. Машины прошли испытания в Исследовательском центре механизированных войск, но на вооружение приняты не были. Дальнейшие разработки в Великобритании и странах Британского Содружества также велись на базе Universal Carrier, ставшего их стандартным бронетранспортёром периода Второй Мировой войны.
В мае 1941 года была начата работа по созданию самоходного миномёта, размещавшегося на одном транспортёре, с перевозкой боекомплекта в передке от 88-мм пушки. Испытания самоходного миномёта, получившего обозначением Mortar Carrier, прошли в октябре того же года и завершились в целом успешно, после чего установка была запущена в серийное производство. В британской армии самоходные миномёты поступали на вооружение самоходно-миномётных взводов в составе пехотных батальонов, имевших по шесть транспортёров. Для ведения огня миномёт обычно снимался с транспортёра и устанавливался на земле; при крайней необходимости огонь мог вестись и непосредственно из корпуса, но это приводило к повреждению днища корпуса. Помимо британского варианта, аналогичные самоходные миномёты выпускались на базе производившихся в Канаде и Австралии транспортёров. Известны также случаи вооружения Universal Carrier 51-мм миномётом SBML 2 inch.

#### Германия

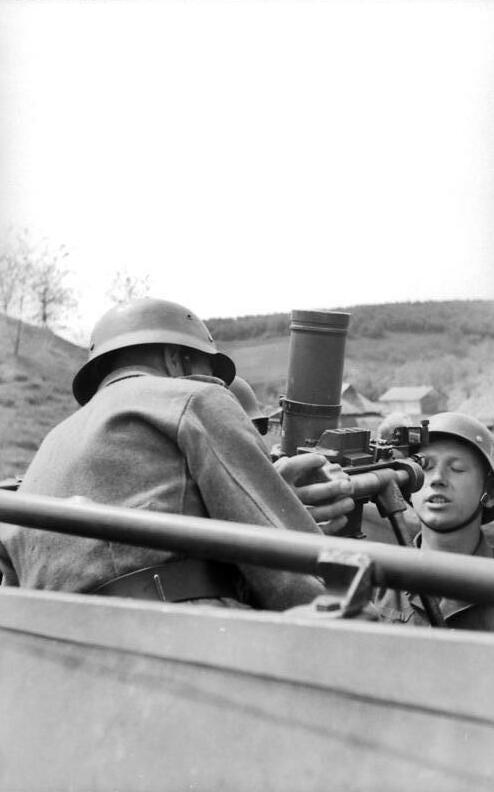
Ведение огня из Sd.Kfz.251/2

В Германии в период Второй мировой войны самоходные миномёты выпускались на базе стандартных полугусеничных бронетранспортёров. На базе лёгкого бронетранспортёра Sd.Kfz.250 выпускался вариант Sd.Kfz.250/7, вооружённый стандартным 81,4-мм батальонным миномётом Gr.W.34. Миномёт устанавливался в боевом отделении бронетранспортёра и вёл огонь по курсу машины с углами горизонтального наведения, аналогичными переносному варианту; возимый боекомплект составлял 42 выстрела. Sd.Kfz.250/7 поступали на вооружение самоходно-миномётных взводов в составе танковых разведывательных рот. Под тем же обозначением, Sd.Kfz.250/7, выпускался также подвозчик артиллерийских мин, перевозивший 66 выстрелов.
Самоходный миномёт на базе среднего бронетранспортёра Sd.Kfz.251, носивший обозначение Sd.Kfz.251/2 был разработан в 1939—1940 годах. Конструктивно Sd.Kfz.251/2 был схож со своим лёгким аналогом и имел то же вооружение, но его возимый боекомплект составлял 66 выстрелов, а миномёт размещался в боевом отделении в специальной установке, хотя стандартная опорная плита также перевозилась в транспортёре, что позволяло вести огонь с земли в случае необходимости. В отличие от лёгкого самоходного миномёта, Sd.Kfz.251/2 поступали на вооружение самоходно-миномётных взводов моторизованных рот.

#### США

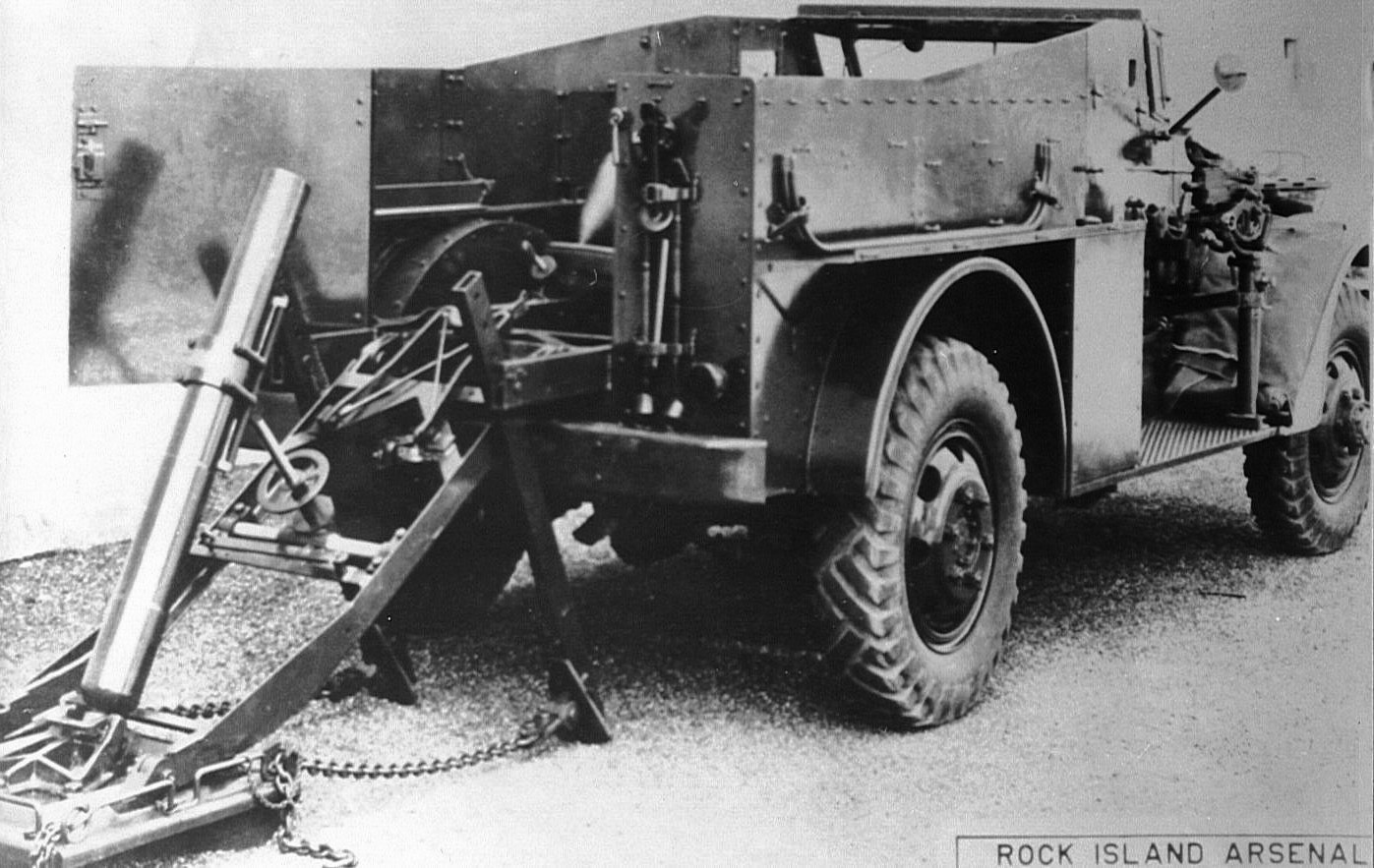
107-мм самоходный миномёт T5E1

В 1935 году главой кавалерии США была рекомендована разработка 81-мм самоходного миномёта для сопровождения кавалерийских частей. В качестве базы для такого оружия изучались разрабатывавшиеся в тот период лёгкие разведывательные колёсные бронетранспортёры (англ. Scout Cars). В 1937 году была испытана установка 81-мм миномёта на шасси лёгкого бронетранспортёра, а также на шасси ½-тонного полноприводного грузового автомобиля. Последний вариант оказался неудачным, однако испытания 81-мм самоходного миномёта на базе нового бронетранспортёра M3 принесли положительные результаты и работы над машиной, получившей обозначение T1, были продолжены. Кроме того, параллельно была начата разработка 107-мм самоходного миномёта T5 на двухосном полноприводном шасси производства фирмы «Мармон-Херрингтон», вскоре перенесённая на шасси M3, под обозначением T5E1.
Конструкция T1 позволяла вести огонь как из корпуса машины, так и вынося миномёт на землю, в то время как 107-мм миномёт в T5E2 для ведения огня при помощи специального механизма опускался на землю через кормовые двери машины. Работы по самоходным миномётам на шасси M3 продолжались вплоть до 1940 года и они были приняты на вооружение под обозначениями M2 (англ. 81mm Mortar Carrier M2 и 107mm Mortar Carrier M2), однако вскоре программа была прекращена в пользу самоходных миномётов на шасси полугусеничных бронетранспортёров. В 1944 году был также построен 107-мм самоходный миномёт на шасси ¼-тонного автомобиля повышенной проходимости. Опорные устройства миномёта выполнялись складными и для ведения огня опускались на грунт; вследствие малой вместимости автомобиля, расчёт миномёта и его боекомплект перевозились на второй машине. Самоходный миномёт прошёл испытания на Абердинском полигоне в начале 1944 года, но на вооружение принят не был.

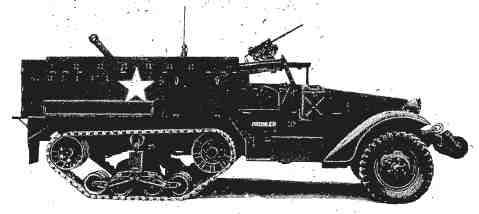
81-мм самоходный миномёт M4A1

19 сентября 1940 года на вооружение был принят самоходный миномёт M4, созданный на базе полугусеничного бронетранспортёра-тягача M2. M4 вооружался 81-мм миномётом M1, установленным в боевом отделении, однако штатно для ведения огня миномёт снимался и устанавливался на земле, так как стрельба из корпуса могла приводить к повреждению машины и допускалась лишь в крайних случаях. Опыт эксплуатации M4 показал непрактичность такого решения, поэтому после выпуска 572 таких миномётов в 1942 году, в производство был запущен улучшенный вариант M4A1, отличавшийся усиленным корпусом, рассчитанным на штатное ведения огня из машины, а также увеличенными углами горизонтального наведения миномёта. В 1943 году была выпущена серия из 600 M4A1, модернизации до этого варианта подверглось и некоторое количество M4. Возимый боекомплект миномёта в машинах обеих модификаций составлял 96 выстрелов.

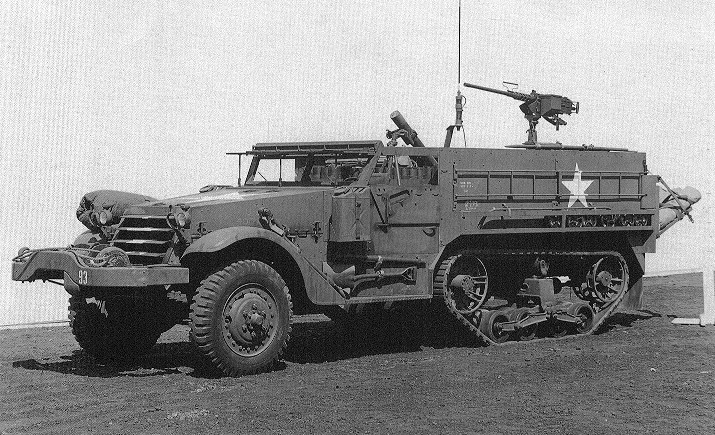
81-мм самоходный миномёт M21

В январе 1944 года было начато производство самоходного миномёта M21, базировавшегося на полугусеничном бронетранспортёре M3 и отличавшегося от M4A1 прежде всего установкой миномёта с обстрелом в лобовом секторе машины, а не по корме, а также значительно увеличенным сектором горизонтального наведения. Из-за того, что потребности армии в самоходных миномётах были в основном удовлетворены за счёт M4/M4A1, выпуск M21 ограничился сравнительно малой серией из 110 единиц. Помимо 81-мм миномётов, в декабре 1942 года были начаты работы по установке на шасси M3 107-мм миномёта M2 для Химического корпуса. Испытания машины, получившей обозначение T21, показали, что стрельба из 107-мм миномёта вызывала серьёзные повреждения рамы транспортёра, что потребовало постройки прототипа с усиленным корпусом. Несмотря на успешные испытания усовершенствованного прототипа, к концу войны интерес армии сосредоточился на бронетранспортёрах нового поколения на гусеничном шасси, на базе которых предполагалась разработка и специализированных машин, в результате чего 29 марта 1945 года работы по T21 были прекращены

### Послевоенный период

#### Великобритания
В 1960-х годах в Великобритании самоходный миномёт был создан в составе семейства бронированных машин на базе бронетранспортёра FV432. Самоходный миномёт имел сходную с американскими аналогами компоновку и был вооружён стандартным для британской армии лёгким 81-мм пехотным миномётом L16, установленным на полу боевого отделения на поворотной плите с круговым обстрелом и ведшим огонь через люк в крыше боевого отделения; боекомплект самоходной установки составлял 132 выстрела. Самоходный миномёт выпускался серийно и поступал на вооружение шестиорудийных самоходно-миномётных взводов в составе батальонов механизированной пехоты британской армии.

#### США
Развитие самоходных миномётов продолжилось в США и после окончания Второй мировой войны, так как изучение вопроса показало сохранение потребности в войсках в самоходных миномётах на гусеничном шасси. Так как предпочтительной представлялась разработка семейства специализированных машин на шасси нового бронетранспортёра M75, на его основе были начаты работы по 81-мм самоходному миномёту T62, 105-мм T63 и 107-мм T64. Все три машины имели одинаковую конструкцию носителя; один из трёх свободно заменяемых между собой миномётов устанавливался в боевом отделении, открытом сверху в кормовой части, на поворотной плите и мог, с ограниченными углами наведения в горизонтальной плоскости, вести огонь в кормовом и бортовых секторах. Один прототип T64 был переоборудован из серийного бронетранспортёра и прошёл испытания, однако ко времени их окончания M75 уже не считался перспективным, что привело к прекращению дальнейших работ по первой послевоенной серии самоходных миномётов.

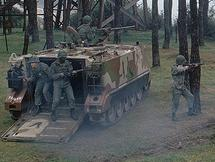
107-мм самоходный миномёт M106

После прекращения работ по M75, работы по самоходным миномётам были продолжены на базе нового бронетранспортёра, M59. Машинам всё того же триплекса из 81-мм, 105-мм и 107-мм мортир были присвоены обозначения, соответственно T82, T83 и T84. Первым из них был завершён T84, принятый на вооружение в ноябре 1955 года под обозначением M84 и запущенный в серийное производство в январе 1957 года. Работы по T83 были прекращены с отказом от 105-мм миномёта, а разработка 81-мм миномёта затянулась и была в конце концов переведена на бронетранспортёр M113. M84 вооружался миномётом M30, размещённым в боевом отделении на стандартной установке для огня с земли, используя днище машины вместо опорной плиты, и ведшим огонь через люк в крыше боевого отделения, с углами горизонтального наведения ±25° в кормовом секторе; возимый боекомплект миномёта составлял 88 выстрелов. Экипаж установки состоял из 6 человек.

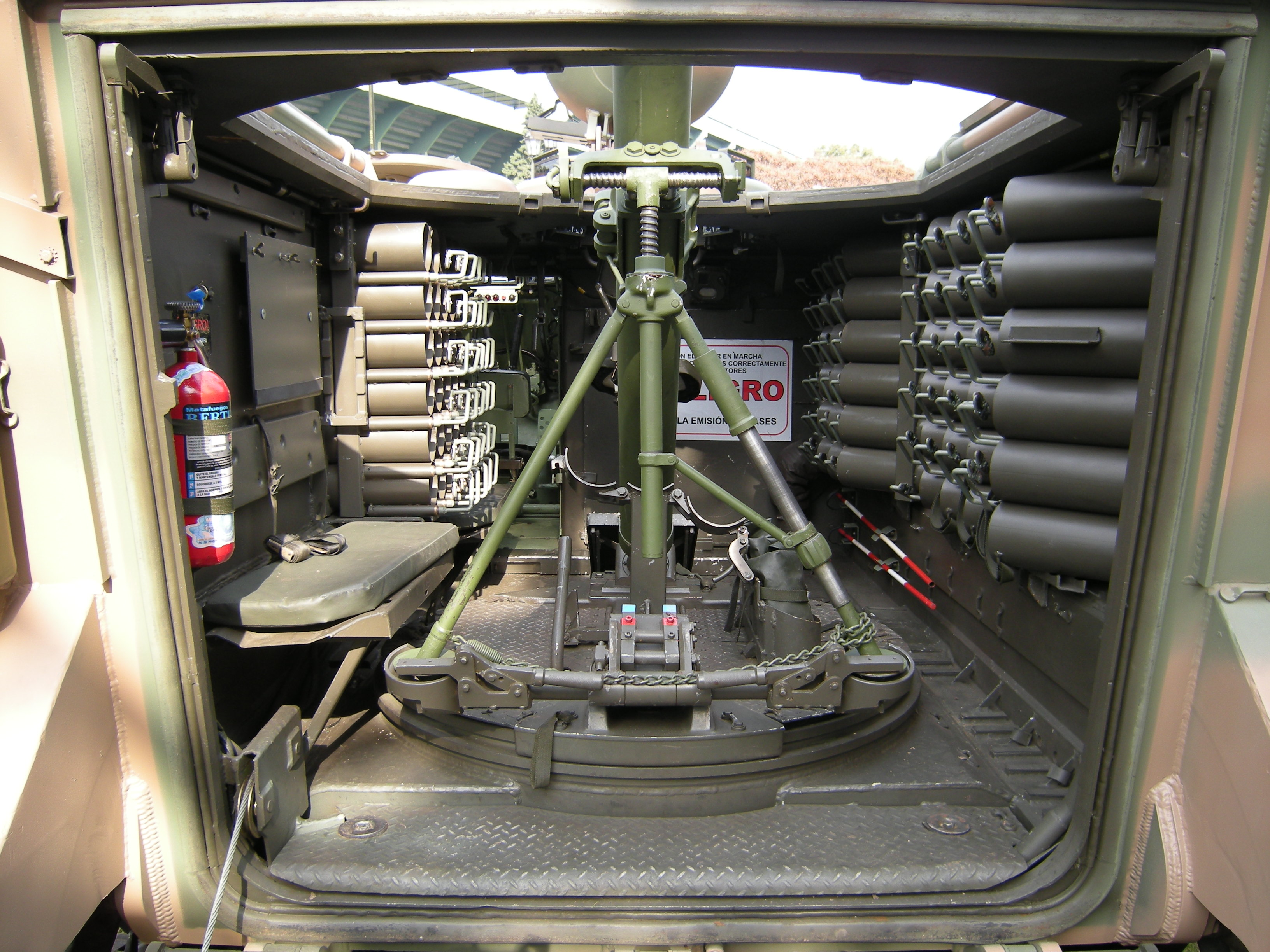
Вид на боевое отделение M106 через кормовую дверь

Разработка нового самоходного миномёта на базе M113 была начата на ранней стадии разработки бронетранспортёра, когда в мае 1956 года, параллельно с изготовлением десяти прототипов базовой машины, была заказана постройка двух прототипов 81-мм самоходного миномёта. Прототипы машины, которой в августе 1957 года было присвоено обозначение T257, были завершены в марте 1958 года и после некоторой доработки успешно прошли испытания. К тому времени было принято решение об обеспечении взаимозаменяемости 81-мм и 107-мм миномётов, что привело к постройке усовершенствованного прототипа, получившего обозначение T257E1. Новый самоходный миномёт был в целом схож по конструкции с M84, но конструкция поворотной установки обеспечивала 81-мм миномёту круговой обстрел, в то время как для 107-мм миномёта углы горизонтального наведения увеличились до ±45°. Возимый боекомплект миномёта составлял 114 81-мм или 88 107-мм выстрелов. В октябре 1964 года 81-мм и 107-мм самоходные миномёты были приняты на вооружение под обозначениями, соответственно, M125 и M106, а их вариантам, базировавшимся на усовершенствованной модификации бронетранспортёра M113A1 — M125A1 и M106A1.
Серийное производство M106 было начато ещё до принятия самоходного миномёта на вооружение и в общей сложности было выпущено 860 машин этого типа до перехода к варианту M106A1, выпущенного в количестве 1316 единиц. M125, поступивший в производство позднее, выпускался только в варианте M125A1 и всего было произведено 2252 самоходных миномёта этой модификации. С появлением усовершенствованной модификации бронетранспортёра M113A2, до аналогичного уровня были модернизированы и шасси самоходных миномётов, получивших обозначения M125A2 и M106A2.

## СССР и Россия

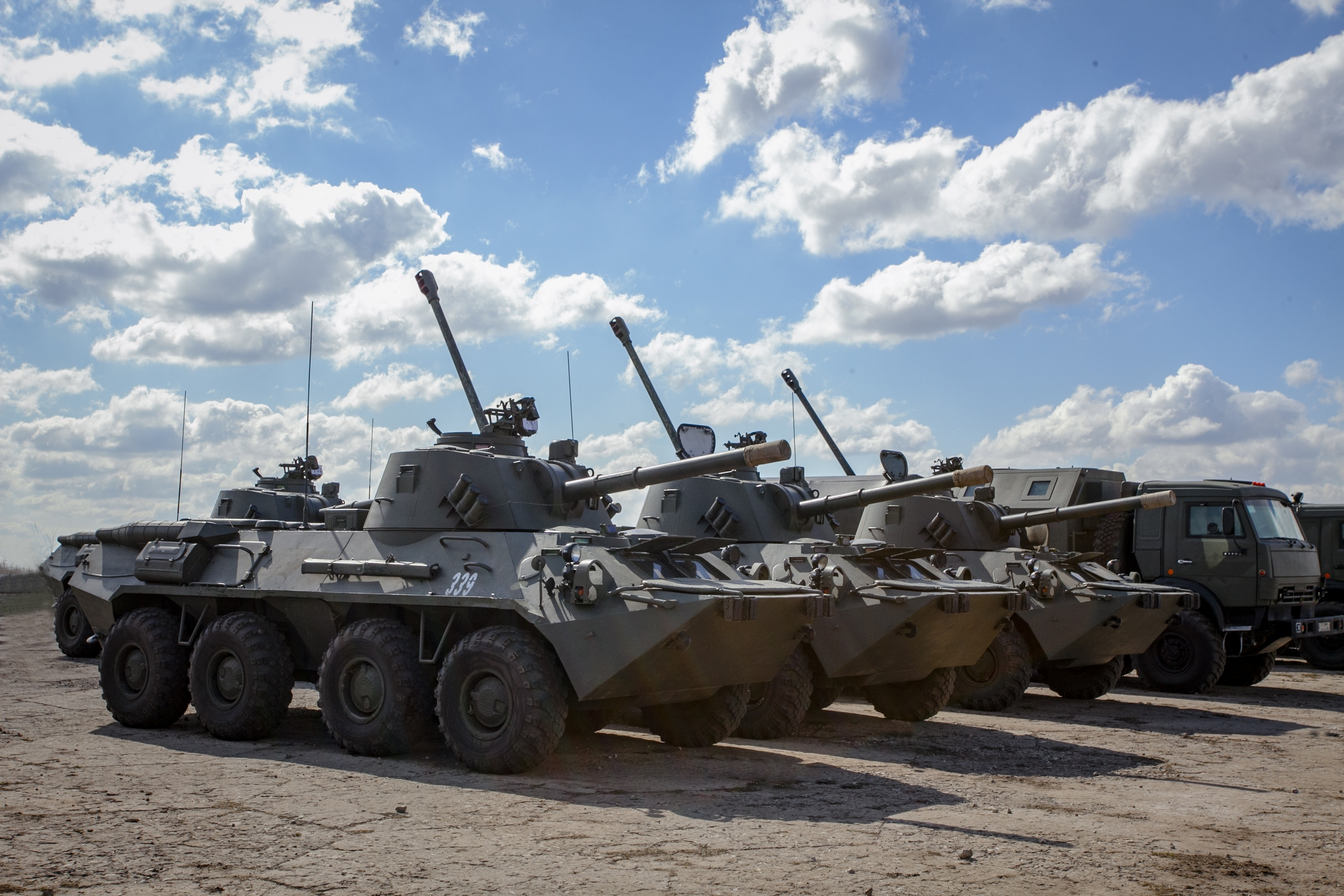
2С23 «Нона-СВК» 752-го гв. мсп.

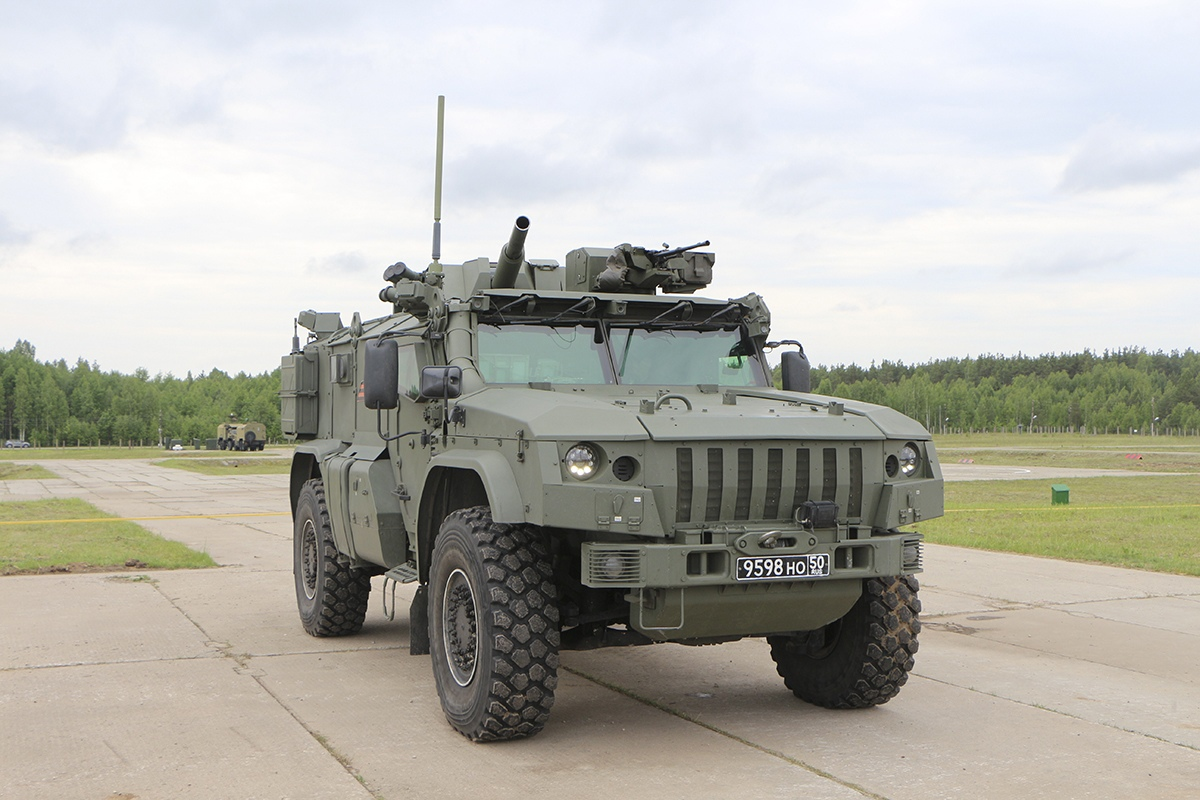
«Дрок» на базе броневика «Тайфун».

В таблице представлены самоходные миномёты, разработанные в СССР и России:
| Калибр | Название миномёта | База (шасси)          |
| ------ | ----------------- | --------------------- |
| 240 мм | 2С4 «Тюльпан»     | СУ-100П               |
| 120 мм | 2С9 «Нона-С»      | БТР-Д                 |
| 82 мм  | 2К21-2            | МТ-ЛБ                 |
| 120 мм | 2С23 «Нона-СВК»   | БТР-80                |
| 120 мм | 2С31 «Вена»       | БМП-3                 |
| 82 мм  | 2К32 «Дева»       | МТ-ЛБ                 |
| 120 мм | 2С34 «Хоста»      | 2С1                   |
| 120 мм | 2С40 «Флокс»      | Урал-6370             |
| 82 мм  | 2С41 «Дрок»       | К-4386 («Тайфун-ВДВ») |
| 120 мм | 2С42 «Лотос»      | БМД-4                 |
| 120 мм | МЗ-304 «Горец»    | Тигр                  |

## Галерея

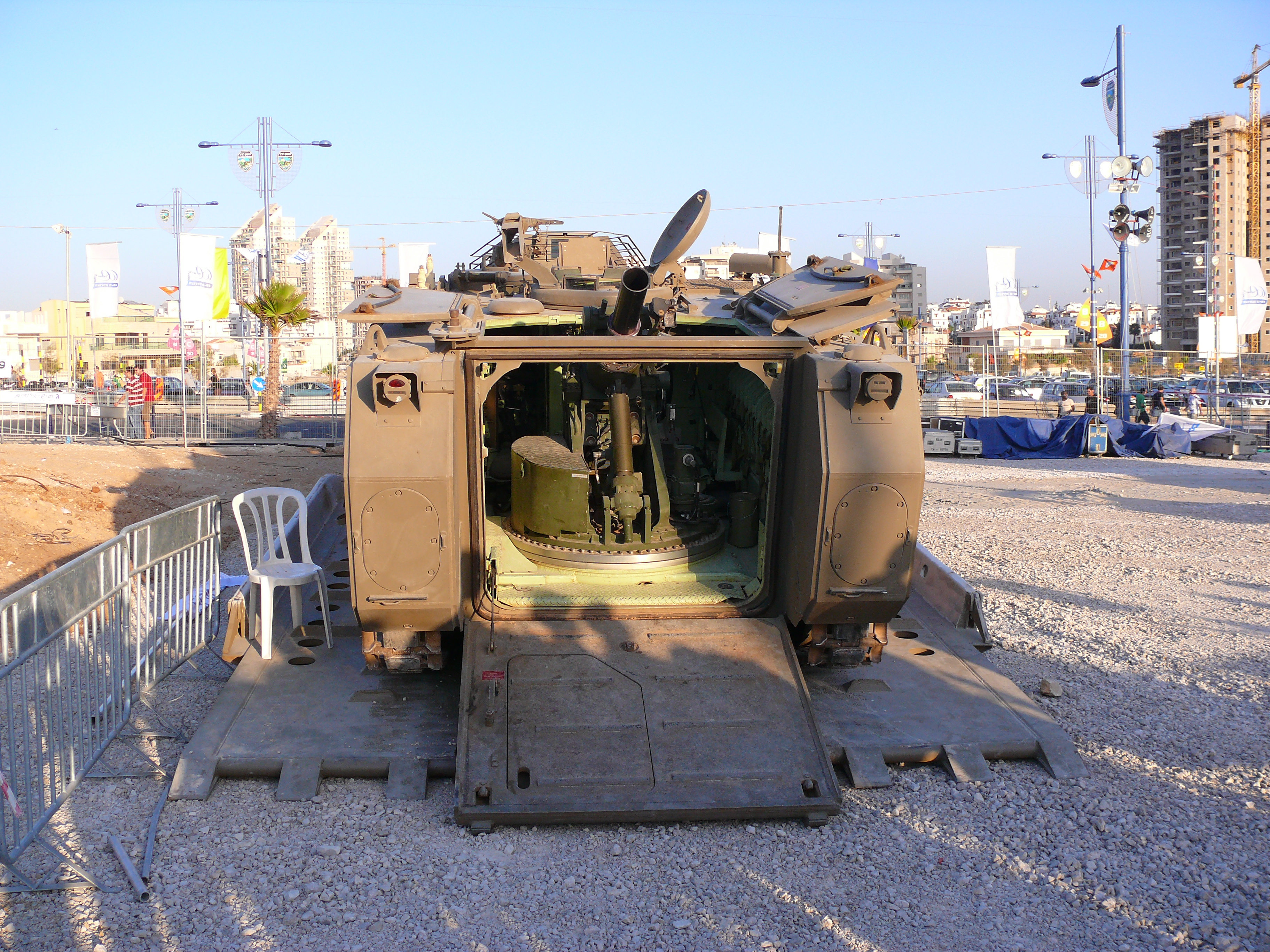
120-мм израильский самоходный миномёт «Кешет» (миномёт Soltam K6, установленный на шасси M113).
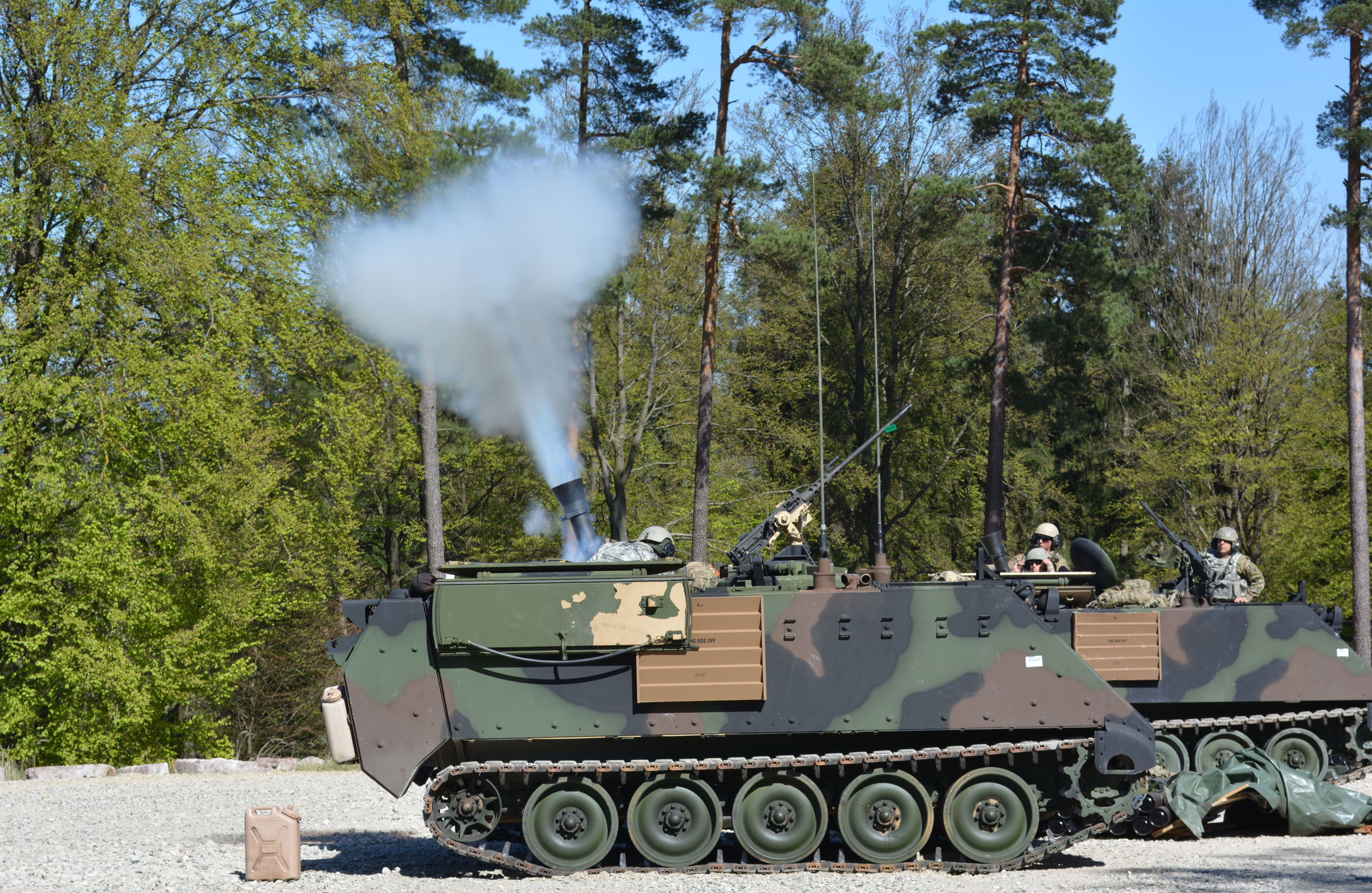
120-мм СМ M1064.
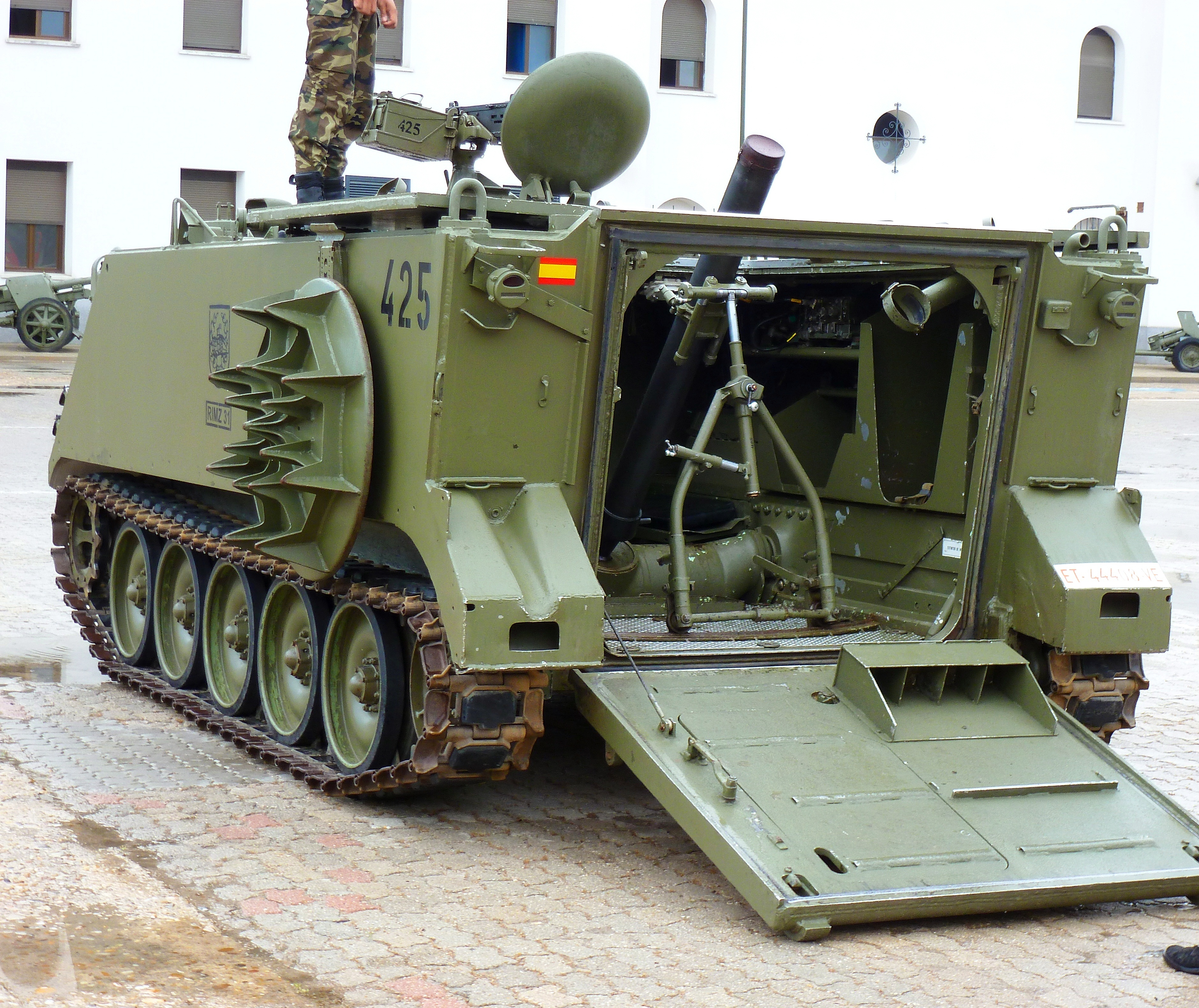
Испанский 120-мм ECIA L-65/120.
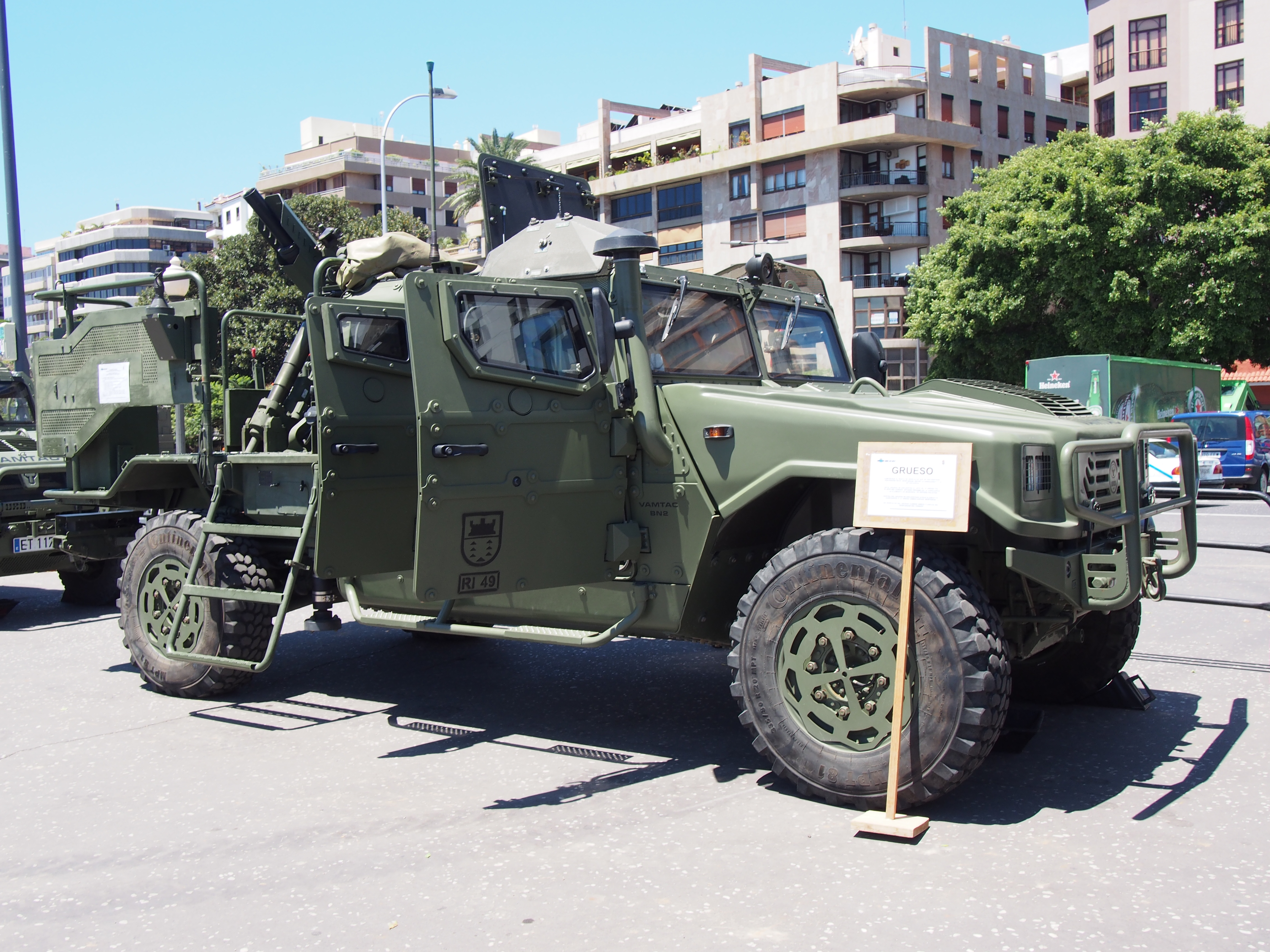
Испанский 81-мм Cardom на шасси VAMTAC.
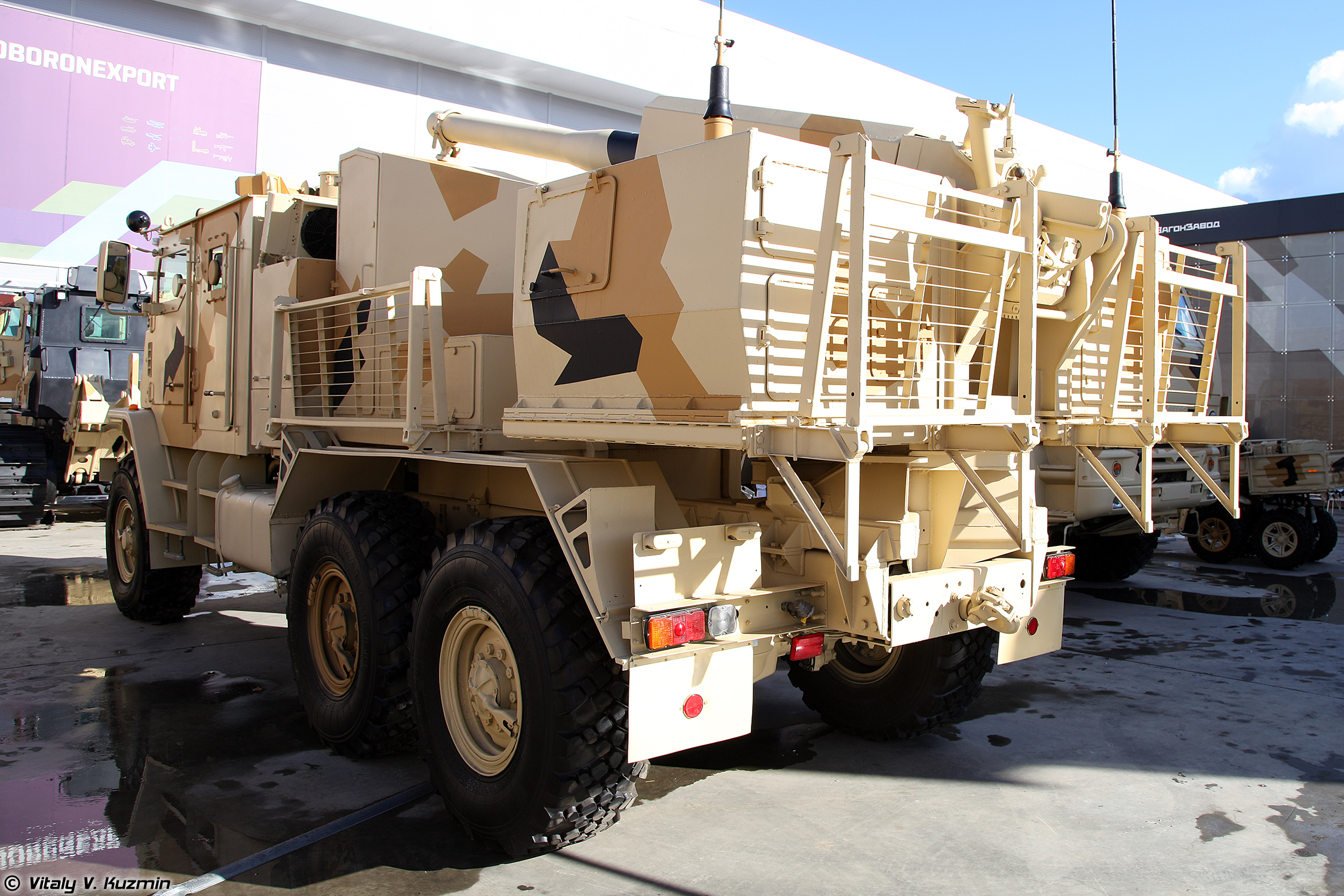
Российский 120-мм 2С40 «Флокс» на шасси Урал-63704-0010.
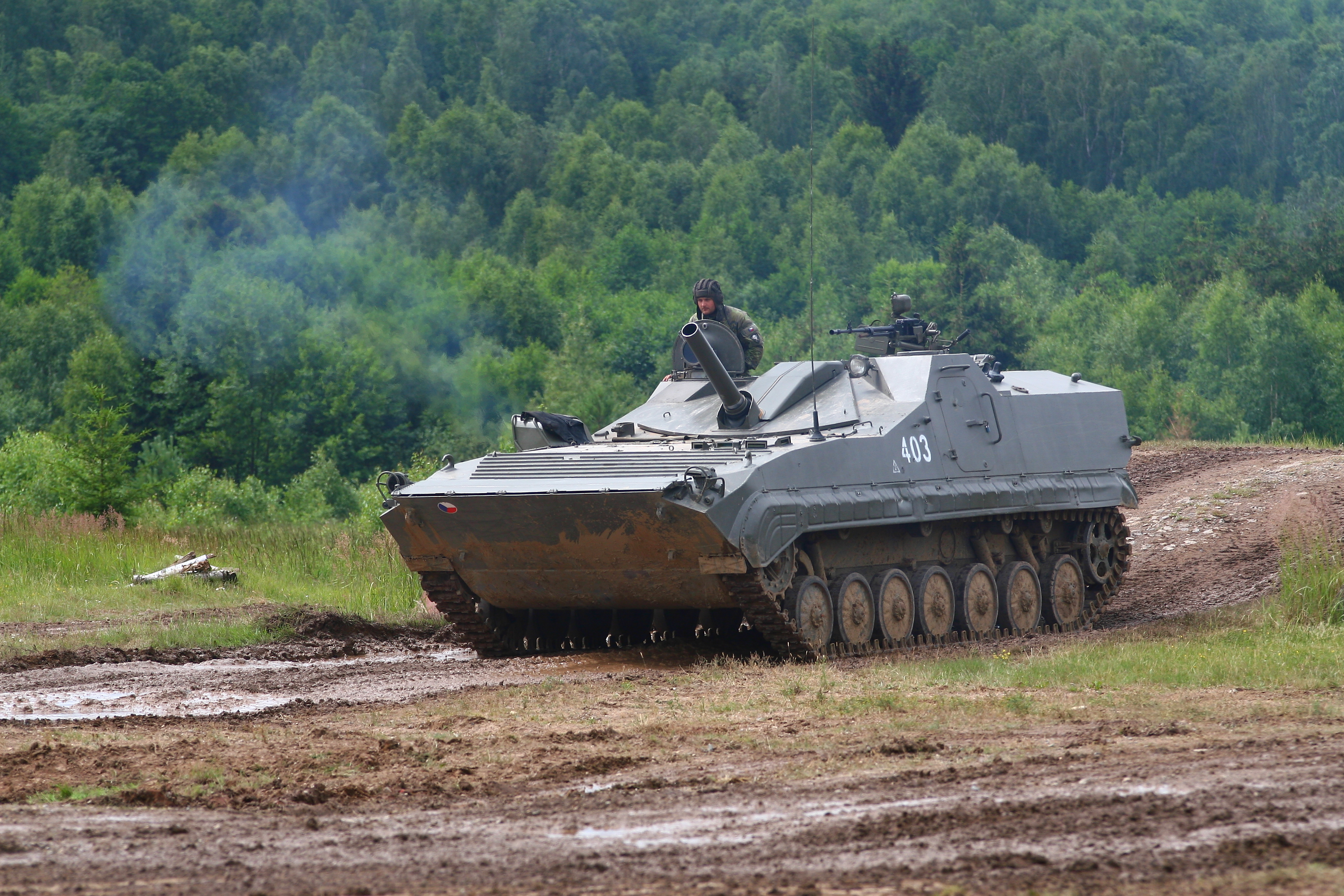
ShM vz.85 PRÁM-S — чехословацкий 120-мм СМ, созданный на шасси BVP-1 и производившийся в 1980—1990 на заводах в Тренчине и Дубнице-над-Вагом.
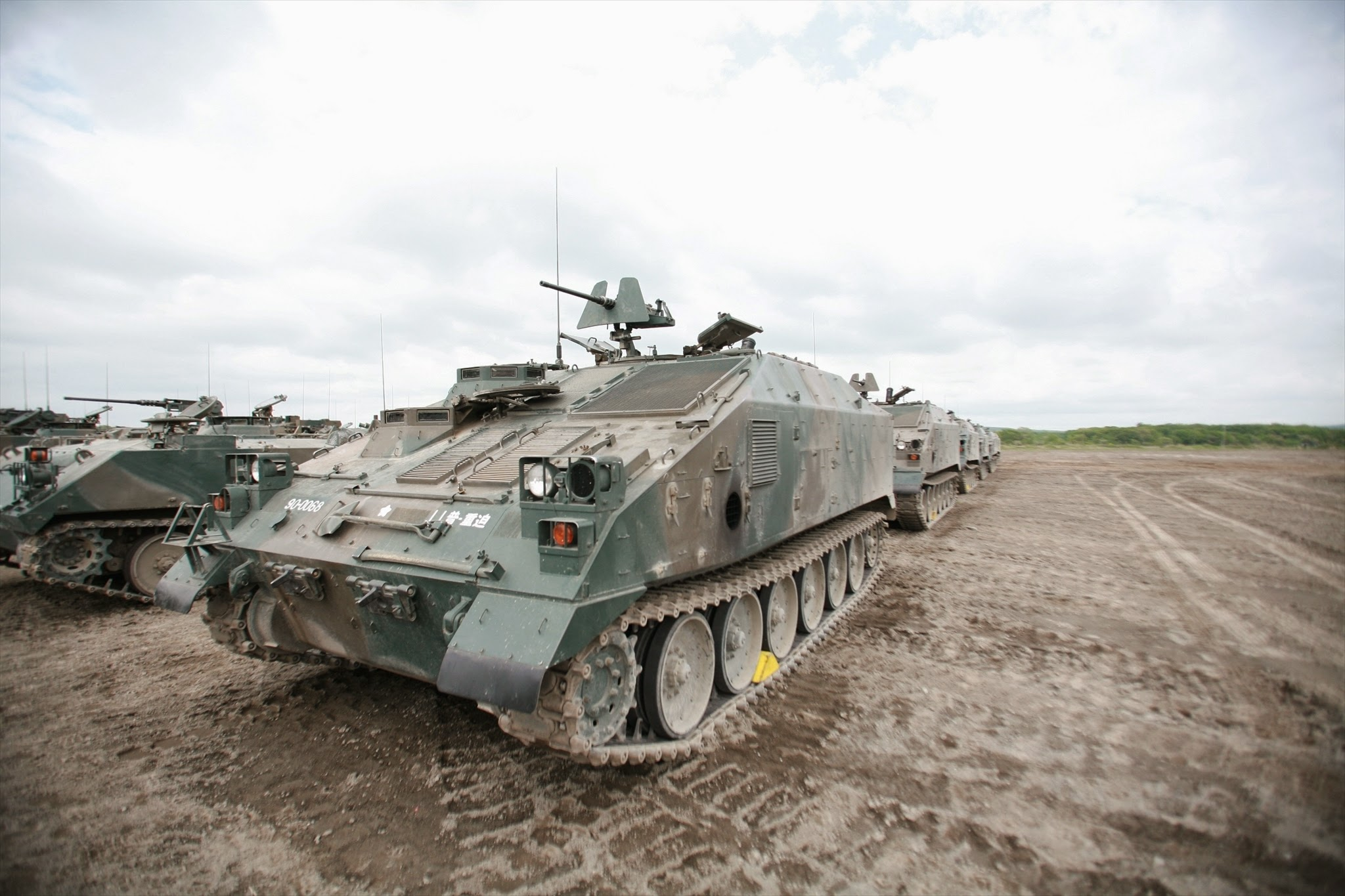
Японский 120-мм Type 96
- Система Кардом 10 (Cardom 10), смонтированная на БТР Пиранья 5
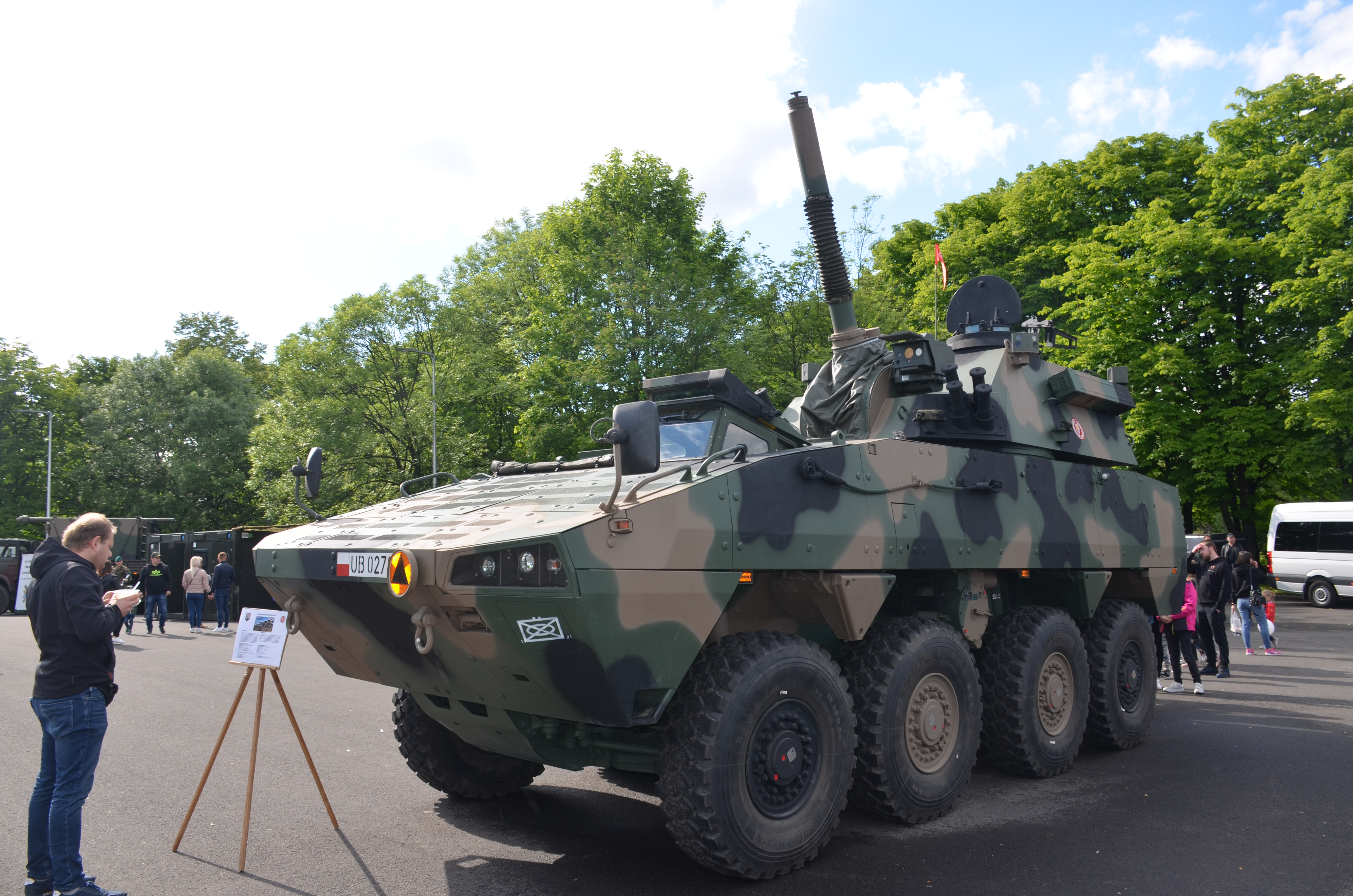
Самоходный миномёт RAK